# بيدشهر
بيدشهر (بالفارسية: بيدشهر)، وتعرف أيضاً باسم بود شهر) هي قرية في قسم بيد شهر الريفي التابع لناحية بيدشهر في مقاطعة أوز، إحدى مقاطعات محافظة فارس في إيران. في تعداد عام 2006، كان عدد سكانها 3,872 نسمة في 709 أسرة.